# San Juan Bautista Jayacatlán
San Juan Bautista Jayacatlán è un comune del Messico, situato nello stato di Oaxaca.